# Glaresis penrithae
Glaresis penrithae es una especie de coleóptero de la familia Glaresidae.

## Distribución geográfica
Habita en Angola y Namibia.